# Zevenheuvelenloop 1996
De Zevenheuvelenloop 1996 vond plaats op zondag 17 november 1996 in Nijmegen. Het was de dertiende editie van deze loop over 15 km. 
De wedstrijd bij de mannen werd gewonnen door de Keniaan Josephat Machuka. Hij had op de finish een halve minuut voorsprong op de Ethiopiër Getaneh Tessema. Bij de vrouwen wist de Belgische Marleen Renders de wedstrijd naar zich toe te trekken en als eerste te finishen in 50.09.
In totaal schreven een recordaantal van 8756 deelnemers zich in, waarvan er 8170 finishten.

## Uitslagen

### Mannen
| rang   | naam                   | land | tijd  |
| ------ | ---------------------- | ---- | ----- |
| Goud   | Josephat Machuka       | KEN  | 43.06 |
| Zilver | Getaneh Tessema        | ETH  | 43.35 |
| Brons  | Mohammed Baket         | PLE  | 43.37 |
| 4      | Joseph Chebet          | KEN  | 43.42 |
| 5      | Marco Gielen           | NED  | 43.48 |
| 6      | Fransua Woldemariam    | ETH  | 44.13 |
| 7      | Josephat Kiprono       | KEN  | 44.14 |
| 8      | Tekeye Gebrselassie    | ETH  | 44.16 |
| 9      | Thomas Osano           | KEN  | 44.24 |
| 10     | Berthold Berger        | NED  | 44.29 |
| 11     | Richard Sukuru         | KEN  | 44.32 |
| 12     | Tonnie Dirks           | NED  | 44.39 |
| 13     | Tadesse Woldemeskle    | ETH  | 44.52 |
| 14     | Mauricio Gonzalez      | MEX  | 45.03 |
| 15     | Michiel Otten          | NED  | 45.03 |
| 16     | Jeroen van Damme       | NED  | 45.06 |
| 17     | Theo Vandenabeel       | BEL  | 45.10 |
| 18     | Peter Visser           | NED  | 45.13 |
| 19     | Armand van der Smissen | NED  | 45.23 |
| 20     | Jeroen van Erp         | NED  | 45.27 |
| 21     | Aiduna Aitnafa         | ETH  | 45.34 |
| 22     | Ronald Schut           | NED  | 45.40 |
| 23     | Gerard Kappert         | NED  | 45.46 |
| 24     | John Ngugi             | KEN  | 45.46 |
| 25     | Woldelassa Milkessa    | ETH  | 45.57 |

### Vrouwen
| rang   | naam                     | land | tijd  |
| ------ | ------------------------ | ---- | ----- |
| Goud   | Marleen Renders          | BEL  | 50.09 |
| Zilver | Nadezhda Wijenberg       | RUS  | 50.21 |
| Brons  | Katy McCandless          | IRL  | 51.02 |
| 4      | Gabrielle Vijverberg     | NED  | 51.06 |
| 5      | Simona Staicu            | ROU  | 51.16 |
| 6      | Anne van Schuppen        | NED  | 51.32 |
| 7      | Kristijna Loonen         | NED  | 51.33 |
| 8      | Wilma van Onna           | NED  | 51.58 |
| 9      | Carla Beurskens          | NED  | 52.33 |
| 10     | Flora Venegas            | CHI  | 52.51 |
| 11     | Mieke Hombergen          | NED  | 53.41 |
| 12     | Marianne van de Linde    | NED  | 53.47 |
| 13     | Monique Seffinga         | NED  | 54.01 |
| 14     | Daisy Hombergen          | NED  | 54.09 |
| 15     | Delillah Asiago          | KEN  | 54.42 |
| 16     | Annelieke van der Sluijs | NED  | 55.26 |

1984 ·
1985 ·
1986 ·
1987 ·
1988 ·
1989 ·
1990 ·
1991 ·
1992 ·
1993 ·
1994 ·
1995 ·
1996 ·
1997 ·
1998 ·
1999 ·
2000 ·
2001 ·
2002 ·
2003 ·
2004 ·
2005 ·
2006 ·
2007 ·
2008 ·
2009 ·
2010 ·
2011 ·
2012 ·
2013 ·
2014 ·
2015 ·
2016 ·
2017 ·
2018 ·
2019 ·
2022